# N156 (België)
De N156 is een gewestweg in België die Herentals verbindt met Kwaadmechelen. De route ligt in zijn geheel parallel aan de snelweg A13 E313 en het Albertkanaal. De weg heeft een lengte van ongeveer 23 kilometer.